# Helmut Bradl
Helmut Bradl, född den 17 november 1961 är en tysk före detta roadracingförare. Han är far till MotoGP-föraren Stefan Bradl. Helmuts främsta merit är hans andraplats i 250GP-VM 1991. Han deltog i VM åren 1986-1993.

## Segrar 250GP
| Nr | Grand Prix      | År   |
| -- | --------------- | ---- |
| 1  | Spanien         | 1991 |
| 2  | Tyskland        | 1991 |
| 3  | Österrike       | 1991 |
| 4  | Tjeckoslovakien | 1991 |
| 5  | Le Mans         | 1991 |